# Geeksphone
Geeksphone – hiszpańskie przedsiębiorstwo produkujące smartfony przeznaczone dla nietypowych użytkowników. Założone zostało w 2009 roku przez Javier Agüera i Rodrigo Silva-Ramos. 
Pierwszym produktem był GeeksPhone One – pierwszy pochodzący od europejskiego producenta smartfon z systemem Android sprzedawany każdemu użytkownikowi; został zapowiedziany w 2009 i wprowadzony na rynek na początku 2010 roku. Kolejne modele Zero i Two znalazły się w sprzedaży w roku następnym.
Obecnie firma skupiła się na nowym systemie operacyjnym Firefox OS i tworzy sprzęt oznaczony jako Developer Preview przeznaczony dla twórców aplikacji i developerów. Mozilla jednak odradza użytkownikom końcowym zakup sprzętu z systemem w obecnym stadium. 
W 2015 roku Geeksphone ogłosił sprzedaż swoich udziałów w przedsęwzięciu Blackphone, projekcie pierwszego telefonu anty-szpiegowskiego, gwarantującego bezpieczeństwo i ochronę danych prywatnych. 

## Produkty
Rodzina smartfonów oparta na systemie Android: 
- One
- Zero
- Two

Rodzina smartfonów oparta na systemie Firefox OS:
- Keon – przeznaczony dla deweloperów; „All you need to begin”; CPU 1x1GHz (Qualcomm Snapdragon), 512MB RAM, 4GB pamięci; ogłoszony i wprowadzony 23 kwietnia 2013
- Peak – przeznaczony dla deweloperów; „One step beyond”; 2x1.2GHz (Qualcomm Snapdragon), 512MB RAM, 4GB pamięci; ogłoszony i wprowadzony 23 kwietnia 2013
- Peak+ – zapowiedziany w lipcu 2013 jako mocniejsza wersja Peak skierowana również dla użytkownika końcowego, jednak wciąż przeznaczona dla deweloperów[3]